# Transformers: Beast Wars
Beast Wars (engl. Transformers: Beast Wars) war eine US-amerikanische CGI-Serie, welche auf der Spielzeugreihe der Transformers basierte. Die Serie wurde von Mainframe Entertainment in Kanada produziert und die Drehbücher wurden von Bob Forward und Larry DiTillio geschrieben.

Die Serie ist eine Fortsetzung der Original-Transformers-Serie aus den 1980er Jahren und wurde später als Transformers: Beast Machines selbst fortgesetzt.

## Handlung
Die sich bekriegenden Fraktionen dieser Serie sind die Maximals, Nachfahren der Autobots, und die Predacons, Nachfahren der Decepticons, welche auf einem mysteriösen Planet fern von Cybertron bruchlanden. Die Fraktionen werden von Optimus Primal, Anführer der Maximals, und Megatron, Anführer der Predacons, geleitet. Ohne eine Möglichkeit den Kontakt nach Cybertron aufzubauen, setzten die beiden gestrandeten Teams ihren Krieg auf dem primitiven Planeten fort.
Die Transformers sind gezwungen sich Alternativformen anzueignen, um den schädigenden Einfluss des rohen Energons auf dem Planeten zu entgehen und wählen hierfür das Aussehen von Tieren, Dinosauriern und Insekten.

### Staffel 1
Die erste Staffel etabliert die Figuren der beiden Fraktionen und dreht sich um den ständigen Versuch den Kontakt zum Heimatplaneten der Transformers aufzubauen. Erste Auftritte vergangener Transformer wie z. B. Starscream in seiner Geistform, oder auch Aufgreifen vergangener Ereignisse, z. B. der Kampf gegen Unicron, finden sich ebenfalls in dieser Staffel.

### Staffel 2
In der zweiten Staffel wird klar, dass die beiden Teams auf dem prähistorischen Planeten Erde gelandet sind und dass Megatron absichtlich bruchlanden wollte um die Zukunft aller Transformers zu ändern. Er möchte den noch in Stasis befindlichen Autobot-Anführer Optimus Prime auslöschen, damit die Decepticons im Jahre 1984 den Krieg gegen die Autobots gewinnen und die Predacons der Gegenwart die Herrscher über Cybertron werden.

### Staffel 3
In Staffel 3 bauen die Maximals ihre Basis vor der Arche, dem Raumschiff der Autobots, auf um diese vor den Angriffen der Predacons zu schützen. Nach etlichen Fehlschlägen reist Megatron mit zwei seiner Predacons auf den Grund des großen Ozeans um die Nemesis, das Raumschiff der Decepticons, zu reaktivieren und mit den Waffen den gesamten Planeten in die Luft zu sprengen.
Megatron scheitert und seine Predacon-Krieger werden im Verlauf des finalen Kampfes zerstört. Die Maximals, zusammen mit einem beschädigten Megatron, borgen sich eines der Rettungsschiffe der Arche um durch ein neues Transwarp-Portal zurück in die Zukunft zu reisen...

## Entwicklung und Produktion
Ursprünglich sollte die Serie in der Gegenwart stattfinden und viele Figuren der Original-Transformers-Serie wieder verwenden. Da allerdings Bob Forward und Larry DiTillio kaum etwas über das Original wussten, entschieden sie sich die Serie in einer komplett neuen Kontinuität spielen zu lassen und recycelten lediglich ein paar Namen und platzierten einige Referenzen zur Originalserie. Auch war der Planet zu Beginn der Planung nicht die Erde, sondern sollte ein komplett anderer sein, weswegen auch in der ersten Staffel der Planet von zwei Monden umkreist wurde. Erst im späteren Verlauf wurde entschieden, den Planeten zur prähistorischen Erde zu machen, wobei sich einer der Monde als getarnte Alien-Waffe entpuppte.
Die Serie sollte ursprünglich auch einen weitaus größeren Cast an Figuren bieten, durch die damals noch sehr junge CGI-Technik musste man die Mitglieder der beiden Fraktionen auf je fünf stutzen.

Beast Wars war auch die erste Transformers-Serie welche Todesfälle in einigen Episoden behandelte, unter den Verstorbenen fanden sich Dinobot, Dinobot 2, Skorpinok, Terrorsaurus, Tarantulus, Depth Charge, Rampage, Tigerhawk, Inferno und Quickstrike. Von den 10 Kriegern, welche in Episode 1 ihren Auftritt feierten, überlebten lediglich 6 bis zum Ende der Serie, und von diesen 6 lediglich 3 das Finale der Nachfolge Serie Beast Machines. Hervorzuheben ist die Figur Waspinator, welcher zwar in jeder Folge in die Luft gesprengt wurde, allerdings nie offiziell starb. Selbst die Nachfolgeserie überlebte er, allerdings in einem neuen Körper und neuen Persönlichkeit; als Thrust.
Waspinator war einer der Charaktere die am Anfang der zweiten Staffel sterben sollte, er wurde aber aufgrund des Einspruches der beiden Drehbuchschreiber Forward und DiTillio verschont, da er unter den Fans als Comic Relief der Serie geschätzt wurde.
Die dritte Staffel sollte ursprünglich eine Episode mit dem Titel „Dark Glass“, von Christy Marx geschrieben, beinhalten. Die Folge sollte ein Treffen zwischen Rattrap und dem geklonten Dinobot 2 beinhalten, in der Rattrap Erinnerungen an vergangene Ereignisse des Original-Dinobots im Speicher der Axalon, dem Schiff der Maximals findet und diese in den Klon einpflanzen will, um seinen Verbündeten wiederzubeleben. Das Script wurde verworfen, da es für zu dunkel für die jungen Zuschauer der Szene befunden wurde, woraufhin die Folge auch nie produziert wurde. Stattdessen wurde die Folge „Go with the Flow“ produziert und verursachte eine Lücke im Handlungsstrang der dritten Staffel, da im Finale dieser der geklonte Dinobot, durch einen starken Elektroschock, plötzlich Erinnerungen an seine Abenteuer mit den Maximals wiederentdeckt und Megatron hintergeht.

## Heimvideoveröffentlichung
In den 1990ern wurden ausgewählte Episoden auf VHS veröffentlicht, welche im Gegensatz zur deutschen Ausstrahlung bei RTL 2 ungeschnitten waren. Die VHS-Kassetten sind mittlerweile nicht mehr erhältlich. Am 24. April 2012 erschien beim Vertrieb Pandastorm Pictures die komplette erste Staffel der Serie auf DVD.

## Episodenliste
| Episode   | Deutscher Titel                | Erstausstrahlung (DE) | Originaltitel         | Erstausstrahlung (USA) |
| --------- | ------------------------------ | --------------------- | --------------------- | ---------------------- |
| 01 (1-01) | Der fremde Planet, Teil 1      | 28. März 1998         | Beast Wars - Part 1   | 16. September 1996     |
| 02 (1-02) | Der fremde Planet, Teil 2      | 4. April 1998         | Beast Wars - Part 2   | 17. September 1996     |
| 03 (1-03) | Das Netz                       | 18. April 1998        | The Web               | 18. September 1996     |
| 04 (1-04) | Im gleichen Boot               | 25. April 1998        | Equal Measures        | 23. September 1996     |
| 05 (1-05) | Rangordnung                    | 3. Mai 1998           | Chain of Command      | 24. September 1996     |
| 06 (1-06) | Tödliche Energie               | 9. Mai 1998           | Power Surge           | 25. September 1996     |
| 07 (1-07) | Der gefallene Kamerad          | 16. Mai 1998          | Fallen Comrades       | 30. September 1996     |
| 08 (1-08) | Doppelte Gefahr                | 23. Mai 1998          | Double Jeopardy       | 7. Oktober 1996        |
| 09 (1-09) | Die Rattenfalle                | 13. Juni 1998         | A Better Mousetrap    | 8. Oktober 1996        |
| 10 (1-10) | Die Kampfmaschine              | 6. Juni 1998          | Gorilla Warfare       | 14. Oktober 1996       |
| 11 (1-11) | Die Sonde                      | 30. Mai 1998          | The Probe             | 15. Oktober 1996       |
| 12 (1-12) | Der Sieg                       | 20. Juni 1998         | Victory               | 1. November 1996       |
| 13 (1-13) | Finstere Absichten             | 28. Juni 1998         | Dark Designs          | 4. November 1996       |
| 14 (1-14) | Der geklonte Dinobot           | 4. Juli 1998          | Double Dinobot        | 5. November 1996       |
| 15 (1-15) | Der Funke                      | 11. Juli 1998         | The Spark             | 11. November 1996      |
| 16 (1-16) | Die fliegende Insel, Teil 1    | 18. Juli 1998         | The Trigger - Part 1  | 18. November 1996      |
| 17 (1-17) | Die fliegende Insel, Teil 2    | 26. Juli 1998         | The Trigger - Part 2  | 19. November 1996      |
| 18 (1-18) | Das Spiel der Spinne           | 1. August 1998        | Spider’s Game         | 6. Januar 1997         |
| 19 (1-19) | Der Ruf der Wildnis            | 8. August 1998        | Call of the Wild      | 7. Januar 1997         |
| 20 (1-20) | Dunkle Reise                   | 15. August 1998       | Dark Voyage           | 27. Januar 1997        |
| 21 (1-21) | Besessenheit                   | 22. August 1998       | Possession            | 3. Februar 1997        |
| 22 (1-22) | Wer andern eine Grube gräbt... | 29. August 1998       | The Low Road          | 10. Februar 1997       |
| 23 (1-23) | Das Gesetz des Dschungels      | 5. September 1998     | Law of the Jungle     | 17. Februar 1997       |
| 24 (1-24) | Vor dem Sturm                  | 12. September 1998    | Before the Storm      | 21. Februar 1997       |
| 25 (1-25) | Andere Stimmen, Teil 1         | 19. September 1998    | Other Voices - Part 1 | 31. März 1997          |
| 26 (1-26) | Andere Stimmen, Teil 2         | 26. September 1998    | Other Voices - Part 2 | 1. April 1997          |

| Episode   | Deutscher Titel | Erstausstrahlung (DE) | Originaltitel                 | Erstausstrahlung (USA) |
| --------- | --------------- | --------------------- | ----------------------------- | ---------------------- |
| 27 (2-01) | -               | -                     | Aftermath                     | 26. Oktober 1997       |
| 28 (2-02) | -               | -                     | Coming of the Fuzors - Part 1 | 2. November 1997       |
| 29 (2-03) | -               | -                     | Coming of the Fuzors - Part 2 | 9. November 1997       |
| 30 (2-04) | -               | -                     | Tangled Web                   | 16. November 1997      |
| 31 (2-05) | -               | -                     | Maximal, No More              | 23. November 1997      |
| 32 (2-06) | -               | -                     | Other Visits - Part 1         | 8. Februar 1998        |
| 33 (2-07) | -               | -                     | Other Visits - Part 2         | 15. Februar 1998       |
| 34 (2-08) | -               | -                     | Bad Spark                     | 22. Februar 1998       |
| 35 (2-09) | -               | -                     | Code of Hero                  | 9. März 1998           |
| 36 (2-10) | -               | -                     | Transmutate                   | 10. März 1998          |
| 37 (2-11) | -               | -                     | The Agenda - Part 1           | 11. März 1998          |
| 38 (2-12) | -               | -                     | The Agenda - Part 2           | 12. März 1998          |
| 39 (2-13) | -               | -                     | The Agenda - Part 3           | 12. März 1998          |

| Episode   | Deutscher Titel | Erstausstrahlung (DE) | Originaltitel         | Erstausstrahlung (USA) |
| --------- | --------------- | --------------------- | --------------------- | ---------------------- |
| 40 (3-01) | -               | -                     | Optimal Situation     | 24. Oktober 1998       |
| 41 (3-02) | -               | -                     | Deep Metal            | 1. November 1998       |
| 42 (3-03) | -               | -                     | Changing of the Guard | 8. November 1998       |
| 43 (3-04) | -               | -                     | Cutting Edge          | 15. November 1998      |
| 44 (3-05) | -               | -                     | Feral Scream - Part 1 | 31. Januar 1999        |
| 45 (3-06) | -               | -                     | Feral Scream - Part 2 | 7. Februar 1999        |
| 46 (3-07) | -               | -                     | Proving Grounds       | 14. Februar 1999       |
| 47 (3-08) | -               | -                     | Go with the Flow      | 18. Februar 1999       |
| 48 (3-09) | -               | -                     | Crossing the Rubicon  | 22. Februar 1999       |
| 49 (3-10) | -               | -                     | Master Blaster        | 1. März 1999           |
| 50 (3-11) | -               | -                     | Other Victories       | 5. Mai 1999            |
| 51 (3-12) | -               | -                     | Nemesis - Part 1      | 6. Mai 1999            |
| 52 (3-13) | -               | -                     | Nemesis - Part 2      | 7. Mai 1999            |

## Synchronisation
Die Synchronisation der ersten Staffel der Serie fand in Hamburg bei Planet Wave statt.
| Rolle                             | Englischer Sprecher | Deutscher Sprecher |
| --------------------------------- | ------------------- | ------------------ |
| Optimus Primal                    | Gary Chalk          | Ben Hecker         |
| Megatron                          | David Kaye          | Hans Sievers       |
| Airazor                           | Pauline Newstone    |                    |
| Cheetor                           | Ian James Corlett   | Eberhard Haar      |
| Dinobot                           | Scott McNeil        | Uli Pleßmann       |
| Inferno                           | Jim Byrnes          | Thomas Schüler     |
| Rattrap                           | Scott McNeil        | Robert Missler     |
| Rhinox                            | Richard Newman      | Gerhard Marcel     |
| Schwarze Arachnia (Blackarachnia) | Venus Terzo         | Uta Dahlbridge     |
| Skorpinok (Scorponok)             | Don Brown           | Mario Grete        |
| Starscream                        | Doug Parker         |                    |
| Tarantulas                        | Alec Willows        | Lutz Harder        |
| Terrorsaurus (Terrorsaur)         | Doug Parker         | Holger Potzern     |
| Tigatron                          | Blu Mankuma         | Henry König        |
| Waspinator                        | Scott McNeil        | Holger Potzern     |